# Mayetia putahensis
Mayetia putahensis är en skalbaggsart som beskrevs av Schuster 1961. Mayetia putahensis ingår i släktet Mayetia och familjen kortvingar. Inga underarter finns listade i Catalogue of Life.